# Litus argentinus
Litus argentinus är en stekelart som först beskrevs av Dmitriy Alekseevich Ogloblin 1935.  Litus argentinus ingår i släktet Litus och familjen dvärgsteklar. Inga underarter finns listade i Catalogue of Life.